# Под знака на Рим
„Под знака на Рим“ (на италиански: Nel Segno di Roma) е исторически екшън от 1959 година на режисьора Гуидо Бриньоне с участието на Анита Екберг, Жорж Маршал и Фолко Лули, разказваща за периода, в който Палмирската империя отново е покорена от Рим. Филмът е копродукция на Италия, Франция, ФРГ и Югославия.

## Сюжет
Зенобия (Анита Екберг), царицата на Палмира повежда военна кампания срещу Римската империя и успява да победи римските легиони под командването на консула Марк Валерий (Жорж Маршал). Изпратен в робство и разпънат на кръст, Марк Валерий успява да избяга и се представя пред царицата, предлагайки и своите услуги. Те се влюбват един в друг, което усложнява задачата на Марк Валерий и поставя под съмнение лоялността му към Рим. Той помага на римляните да завладеят царството на Зенобия, но също така я спасява в един опит за преврат срещу нея от страна на коварния Земанзий (Фолко Лули).

## В ролите
- Анита Екберг като Зенобия, царицата на Палмира
- Жорж Маршал като Марк Валерий, римският консул
- Фолко Лули като Земанзий, премиер-министърът на Палмира
- Чело Алонсо като Ерика, танцьорка и любимка на Земанзий
- Джино Черви като Аврелиан, императорът на Рим
- Жак Сернас като Юлиан, римският центурион
- Лорела Де Лука като Батшеба, весталката
- Алберто Фарнезе като Марцел
- Момо Палмара като Латор
- Паул Мюлер като робовладелеца
- Алфредо Варели като Витий
- Серджо Сауро като Флавий[2]

## Интересни факти
В Северна Америка филмът първоначално е излъчван под заглавието „Савската царица и гладиатора“, а след това като „Знакът на гладиатора“.